# Ichneumon filatus
Ichneumon filatus är en stekelart som först beskrevs av Peter Friedrich Ludwig Tischbein 1879.  Ichneumon filatus ingår i släktet Ichneumon och familjen brokparasitsteklar. Inga underarter finns listade i Catalogue of Life.